# Unité urbaine de Montgailhard
L'unité urbaine de Montgailhard est une unité urbaine française centrée sur la ville de Montgailhard, dans le département de l'Ariège, en région Occitanie.

## Données générales
Dans le zonage réalisé par l'Insee en 2020, elle est composée de deux communes.
Dans le zonage précédent de 2010, ces deux communes faisaient partie de l'unité urbaine de Foix.
En 2022, avec 2 810 habitants, elle représente la 10e unité urbaine du département de l'Ariège.

## Composition 2020 de l'unité urbaine
Elle est composée des deux communes suivantes :
| Nom                         | Code Insee | Département | Statut       | Superficie (km2) | Population (dernière pop. légale) | Densité (hab./km2) | Modifier                                    |
| --------------------------- | ---------- | ----------- | ------------ | ---------------- | --------------------------------- | ------------------ | ------------------------------------------- |
| Montgailhard (ville-centre) | 09207      | Ariège      | ville-centre | 7,93             | 1 456 (2022)                      | 184                | modifier les données · modifier les données |
| Saint-Paul-de-Jarrat        | 09272      | Ariège      | banlieue     | 22,51            | 1 354 (2022)                      | 60                 | modifier les données · modifier les données |

## Évolution démographique
| 1968  | 1975  | 1982  | 1990  | 1999  | 2010  | 2015  | 2021  |
| ----- | ----- | ----- | ----- | ----- | ----- | ----- | ----- |
| 2 368 | 2 502 | 2 478 | 2 573 | 2 544 | 2 632 | 2 728 | 2 818 |

#### Données générales
- Unité urbaine en France
- Aire d'attraction d'une ville
- Liste des unités urbaines de France

#### Données démographiques en rapport avec l'unité urbaine de Montgailhard
- Aire d'attraction de Foix
- Arrondissement de Foix

#### Données démographiques en rapport avec l'Ariège
- Démographie de l'Ariège